# Attack of the 60 foot Centerfold
Attack of the 60 Foot Centerfold (también conocido como Attack of the 60 Foot Centerfolds) es una película de ciencia ficción satírica de comedia de 1995 dirigida por Fred Olen Ray y protagonizada por J. J. North, Ted Monte, Tammy Parks, Raelyn Saalman, Nikki Fritz, John LaZar, Tim Abell, Jay Richardson, así como cameos de Russ Tamblyn, Michelle Bauer y un crédito de "hombre corriendo" para el autor de ciencia ficción Brad Linaweaver. La película es una parodia de El ataque de la mujer de 50 pies, pero contiene mucha desnudez. La película fue rehecha libremente como Attack of the 50 Foot Cheerleader (2012).

## Trama
Las tres finalistas para el premio "Centerfold of the Year" de la revista Plaything - Inga (Raelyn Saalman), Betty (Tammy Parks) y Angel Grace (J. J. North) - están en una sesión de fotos. Betty hace comentarios despectivos sobre la apariencia de Angel. Después del rodaje, Angel va a la clínica del Dr. Lindstrom (John LaZar). Anteriormente tomó drogas experimentales para mejorar la belleza y ahora quiere comenzar a tomarlas nuevamente. El Dr. Lindstrom le advierte que cualquier dosis adicional podría ser fatal, pero finalmente le da una caja con muchos viales y le advierte que solo tome uno al día.
Poco después, Angel, Betty e Inga van a Plaything Mansion para una sesión de fotos para decidir quién será la modelo central del año. Allí conocen a Bob Gordon (Jay Richardson), el fundador de Plaything Magazine. La mañana de la sesión de fotos, Ángel se queda dormido. Se da cuenta de que no tomó ninguna ampolla el día anterior y comienzan a formarse arrugas. En un acto de desesperación, toma varios frascos. La sobredosis luego le provoca desmayo momentáneo. Cuando despierta, ha crecido entre 30 y 60 cm. Ángel no se da cuenta, aunque sus tacones altos y su bikini parecen más pequeños.
Cuando Angel llega tarde a la sesión de fotos, todos los demás notan su repentino aumento de altura. Ella y las otras mujeres comienzan a posar para Mark. De repente, Ángel se desmaya. Mark, Betty e Inga van a alertar a Gordon mientras el asistente de Mark, Wilson (Ted Monte), se queda. Cuando el grupo regresa con Gordon, Angel se ha convertido en una giganta.
Algún tiempo después, se instala una carpa de circo para Angel, quien está molesto por su repentino crecimiento. De vuelta en la Mansión Plaything, Mark y Gordon planean hacer que Angel sea la portada central, usar su tamaño como un importante atractivo para la revista y luego entregarla al gobierno para experimentos. Wilson escucha la conversación y confronta a Mark sobre el plan; Mark ignora las preocupaciones de Wilson.
Durante los siguientes días, Mark intenta persuadir a Angel para que pose para una sesión de fotos. Él le miente, diciéndole que Gordon ha hecho arreglos para que un especialista venga a ayudarla y que no es posible comunicarse con el Dr. Lindstrom. Una noche, Wilson se cuela en la tienda de Ángel. Él le explica que le están mintiendo, pero ella no le cree. Él también confiesa su amor por ella.
Al día siguiente, Wilson llama al Dr. Lindstrom, quien acepta ir a la Mansión para ver a Angel. Tras la llamada, Wilson y Betty encuentran un borrador del próximo número de Plaything, que promete la "Página Central Más Grande de Plaything hasta la fecha". Betty, furiosa porque el tamaño de Angel parece haberle ganado el concurso de páginas centrales, se cuela en su habitación. Allí encuentra las drogas para mejorar la belleza de Angel y toma varios frascos.
A cierta distancia de la Mansión, Mark ha convencido a Angel para hacer la sesión de fotos y está tomando fotografías de ella. Gordon y Wilson se unen a ellos hacia el final del rodaje. Gordon continúa fingiendo que contactó a un especialista, pero Angel lo confronta por mentir. Betty llega, ya gigante, y ataca a Angel. Su pelea finalmente los lleva al centro de Los Ángeles. Lindstrom, Mark y Wilson los persiguen. Wilson usa un antídoto, creado por Lindstrom, que reduce a Angel y Betty a la normalidad. Wilson y Angel se abrazan. Mark intenta besar a la fuerza a Betty, quien explota debido a una inestabilidad con el antídoto, matándolos a ambos.

## Elenco
- J. J. North como Angel Grace
- Ted Monte como Wilson
- Raelyn Saalman como Inga Sorenson
- Tammy Parks como Betty Bennett
- Tim Abell como Mark
- John Henry Richardson como Bob Gordon (credited como Jay Richardson)
- John LaZar como Dr. Paul Lindstrom
- George Stover como Dr. Eric Kramer
- Michelle Bauer como Dr. Joyce Mann
- Nikki Fritz como Rosita
- Ross Hagen como Truck Driver
- Tommy Kirk como Passenger
- Peter Spellos como Vic Stryker (credited como G. Gordon Baer)
- Stanley Livingston como Glenn Manning
- Deborah Dutch como Nurse Williams (credited como Debra Dare)
- Tony Franco como Ray, The Editor
- Forrest J. Ackerman como Dracula
- Tony Clay como Invisible Man
- Jim Wynorski como Guy Who Can't Believe His Eyes
- Tony Lorea como Bogie
- Jennifer New como The Receptionist

## Producción
Tommy Kirk tiene un pequeño papel en la película.